# Ulica Rękawka w Krakowie
Ulica Rękawka – ulica w Krakowie, w dzielnicy XIII Podgórze, w Podgórzu.

## Historia
Ulica Rękawka została wytyczona pod koniec XVIII wieku, w pierwszej fazie powstawania miasta Podgórza, w miejscu  średniowiecznej drogi, która prowadziła od przewozu (a później mostu na Wiśle) pod Krzemionkami w stronę Wieliczki. Pierwotnie nazywana była Pod Rękawką lub Pod Krzemionkami. Obecna nazwa obowiązuje od ok. 1914 r. Pochodzi od pierwotnej (nieco zniekształconej) nazwy części Krzemionek. Pierwotnie Rękawką nazywano Kopiec Krakusa, a od drugiej połowy XIX wieku wzgórze Lasoty z kościółkiem św. Benedykta. Obrzęd, prawdopodobnie o prasłowiańskich tradycjach, połączony z odpustem, odbywał się zazwyczaj we wtorek po Wielkiej Nocy w okolicy kopca. Jednak uroczystości te zostały zakazane przez władze austriackie w 1836, a gdy w latach 1849–1853 Austriacy zamienili kopiec w fort, który stał się niedostępny dla cywilów – obrzęd został przeniesiony w okolicę kościoła św. Benedykta, a wraz z nim i nazwa, która przylgnęła do przylegającej ulicy.

## Otoczenie
- Fort św. Benedykta – będący unikatem w skali Europy to jedna z kilku ostatnich tzw. "baszt maksymiliańskich", wież artyleryjskich, charakterystycznych dla austriackiej fortyfikacji górskiej.
- Wzgórze Lasoty
- Kamieniołom pod św. Benedyktem ze wspinaczkowym murem skalnym (Esteci i Mur za Szkołą)
- Kościół św. Benedykta
- Kościół św. Józefa
- Budynek Aresztu Śledczego (ul. Czarnieckiego 3) – gmach dawnego sądu powiatowego i urzędu podatkowego miasta Podgórza, wybudowany w 1905 roku według projektu Ferdynanda Lieblinga
- Spółdzielnia Pracy Rękodzieła Artystycznego "Wanda" (ul. Rękawka 32)
- Dawny Dom modlitwy Ansche Chail (אנשי חיל) i szkoły religijnej Talmud Tora[2], (ul. Rękawka 30) – obecnie przebudowany na biurowiec[3][4]
- Na zboczu Wzgórza Lasoty, od strony ulicy Rękawka było dawniej miejsce straceń, zwane Na Zbóju (obecnie, od 1932 ul. Tatrzańska), tutaj też 18 lipca 1651 został wbity na pal Kostka Napierski, przywódca powstania chłopskiego na Podhalu[5][6].

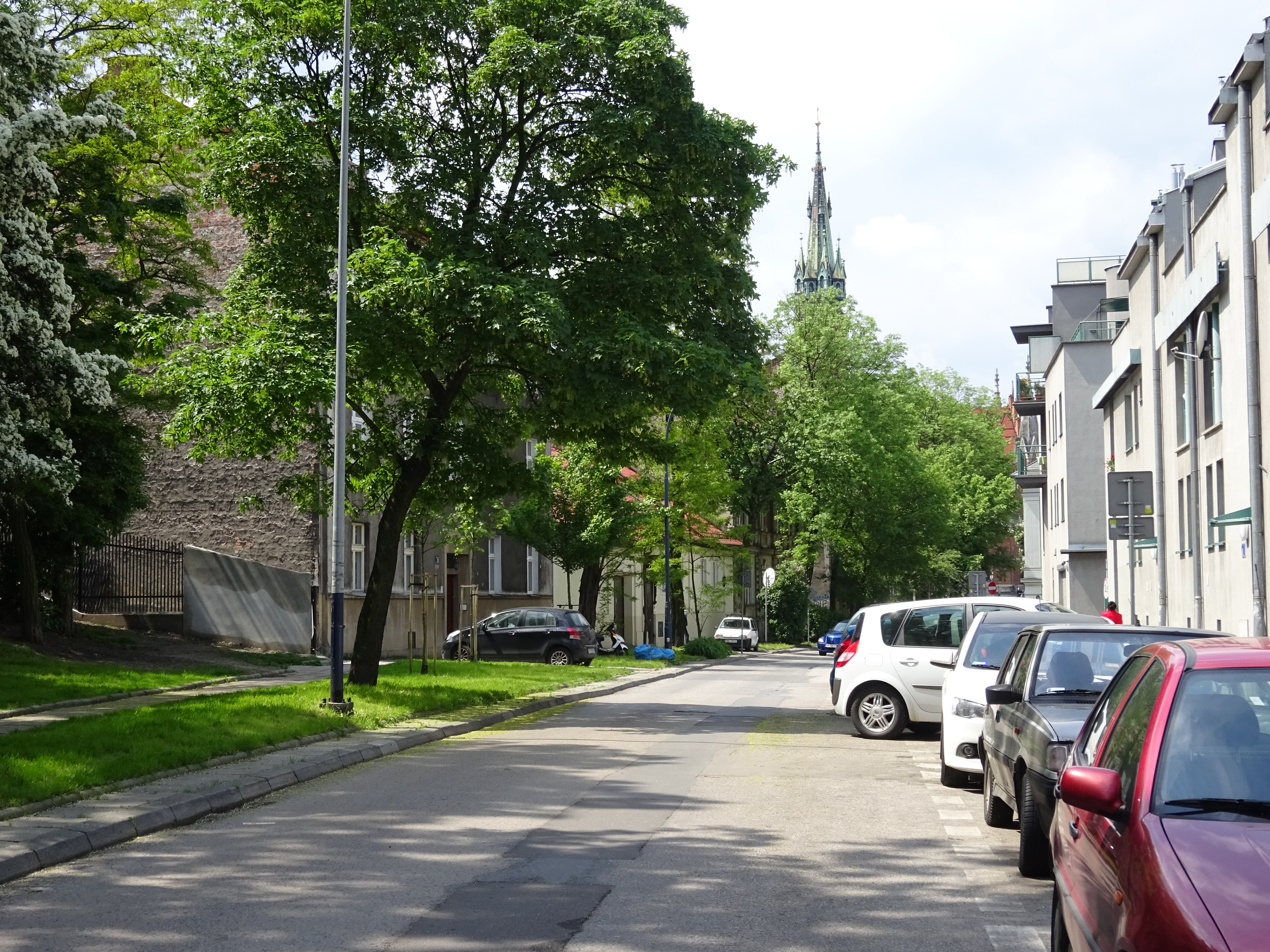
Widok ulicy na zachód.
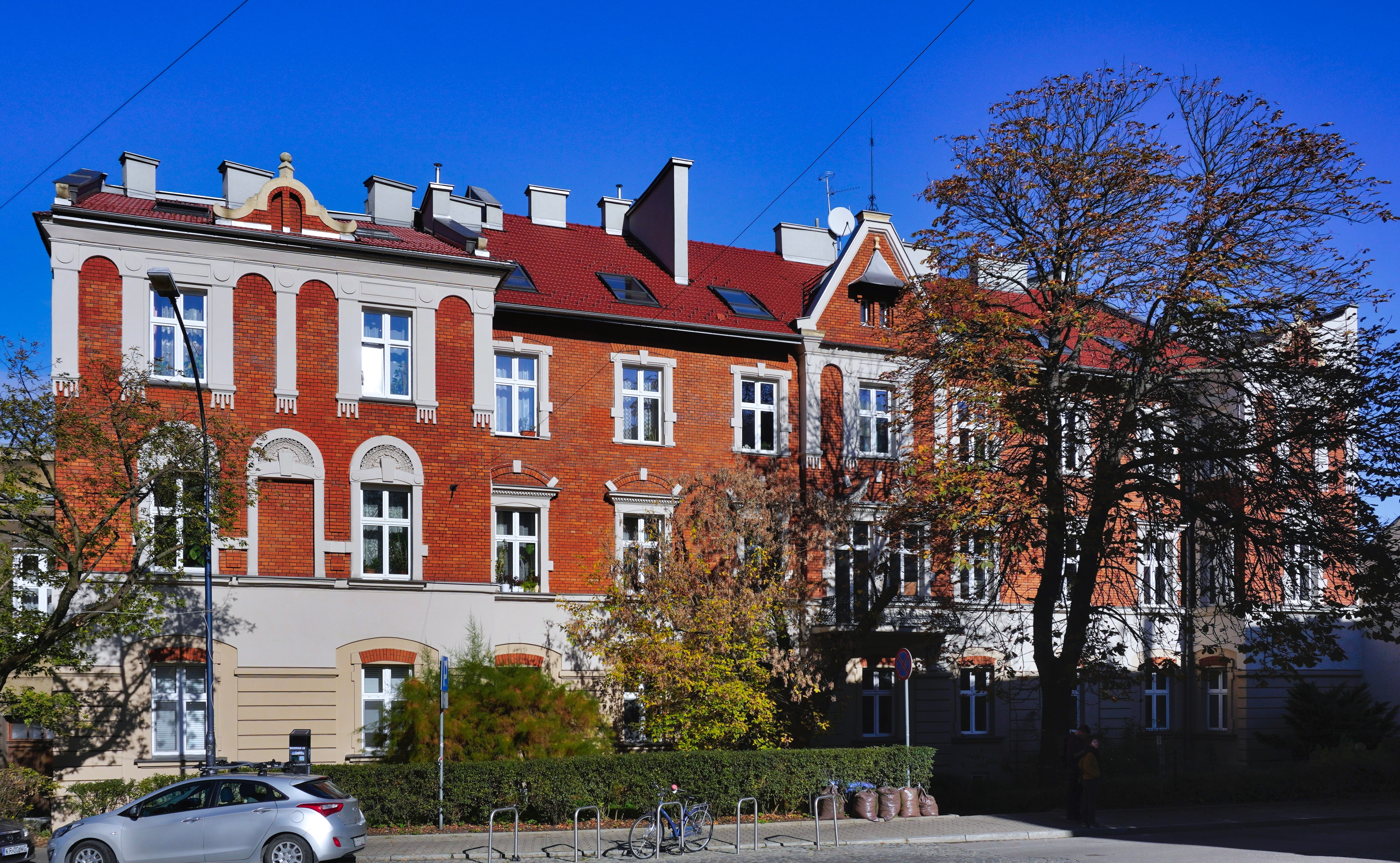
ul. Rękawka 3 Kamienica (1901)